# Stenarchops dispersus
Stenarchops dispersus är en stekelart som beskrevs av Heinrich 1967. Stenarchops dispersus ingår i släktet Stenarchops och familjen brokparasitsteklar. Inga underarter finns listade i Catalogue of Life.